# Kim Môn (huyện cũ)
Kim Môn là một huyện cũ thuộc tỉnh Hải Hưng, sau thuộc tỉnh Hải Dương. Tồn tại từ ngày 5 tháng 7 năm 1977 đến ngày 17 tháng 2 năm 1997.

## Vị trí địa lý và hành chính
Huyện Kim Môn có vị trí địa lý:
- Phía Bắc giáp huyện Đông Triều của tỉnh Quảng Ninh
- Phía Tây giáp huyện Chí Linh.
- Phía Nam giáp huyện Nam Thanh
- Phía Đông giáp ba huyện Thủy Nguyên, An Hải và An Thụy của thành phố Hải Phòng

Huyện Kim Môn gồm 2 thị trấn: Phú Thái, An Lưu và 44 xã: An Phụ, An Sinh, Bạch Đằng, Bình Dân, Cẩm La, Cổ Dũng, Cộng Hòa, Đại Đức, Đồng Gia, Duy Tân, Hiến Thành, Hiệp An, Hiệp Hòa, Hiệp Sơn, Hoành Sơn, Kim Anh, Kim Đính, Kim Khê, Kim Lương, Kim Tân, Kim Xuyên, Lạc Long, Lai Vu, Lê Ninh, Liên Hòa, Long Xuyên, Minh Hòa, Minh Tân, Ngũ Phúc, Phạm Mệnh, Phú Thứ, Phúc Thành A, Phúc Thành B, Quang Trung, Tam Kỳ, Tân Dân, Thái Sơn, Thái Thịnh, Thăng Long, Thất Hùng, Thượng Quận, Thượng Vũ, Tuấn Hưng, Việt Hưng.

## Lịch sử
Huyện Kim Môn được thành lập vào ngày 5 tháng 7 năm 1977 trên cơ sở hợp nhất 2 huyện Kim Thành và Kinh Môn. Khi hợp nhất, huyện gồm 45 xã: An Lưu, An Phụ, An Sinh, Bạch Đằng, Bình Dân, Cẩm La, Cổ Dũng, Cộng Hòa, Đại Đức, Đồng Gia, Duy Tân, Hiến Thành, Hiệp An, Hiệp Hòa, Hiệp Sơn, Hoành Sơn, Kim Anh, Kim Đính, Kim Khê, Kim Lương, Kim Tân, Kim Xuyên, Lạc Long, Lai Vu, Lê Ninh, Liên Hòa, Long Xuyên, Minh Hòa, Minh Tân, Ngũ Phúc, Phạm Mệnh, Phú Thứ, Phúc Thành A, Phúc Thành B, Quang Trung, Tam Kỳ, Tân Dân, Thái Sơn, Thái Thịnh, Thăng Long, Thất Hùng, Thượng Quận, Thượng Vũ, Tuấn Hưng, Việt Hưng.
Sau khi hợp nhất, xã Phúc Thành thuộc huyện Kim Thành đổi tên thành xã Phúc Thành A còn xã Phúc Thành thuộc huyện Kinh Môn đổi tên thành xã Phúc Thành B.
Ngày 7 tháng 10 năm 1995, thành lập thị trấn Phú Thái - thị trấn huyện lỵ huyện Kim Môn - trên cơ sở 214,17 hécta diện tích tự nhiên và 2.700 nhân khẩu của xã Phúc Thành A; 53,39 hécta diện tích tự nhiên và 1.650 nhân khẩu của xã Kim Anh.
Ngày 28 tháng 10 năm 1996, thành lập thị trấn An Lưu trên cơ sở toàn bộ diện tích tự nhiên và dân số của xã An Lưu.
Ngày 6 tháng 11 năm 1996, huyện Kim Môn thuộc tỉnh Hải Dương vừa được tái lập.
Ngày 17 tháng 2 năm 1997, huyện Kim Môn lại được tách trở lại như trước khi hợp nhất, thành 2 huyện Kim Thành và Kinh Môn:
- Xã Phúc Thành A đổi lại thành xã Phúc Thành thuộc huyện Kim Thành. Huyện Kim Thành có thị trấn Phú Thái và 20 xã: Bình Dân, Cẩm La, Cổ Dũng, Cộng Hòa, Đại Đức, Đồng Gia, Kim Anh, Kim Đính, Kim Khê, Kim Lương, Kim Tân, Kim Xuyên, Lai Vu, Liên Hòa, Ngũ Phúc, Phúc Thành, Tam Kỳ, Thượng Vũ, Tuấn Hưng, Việt Hưng.
- Xã Phúc Thành B đổi lại thành xã Phúc Thành thuộc huyện Kinh Môn. Huyện Kinh Môn có thị trấn An Lưu và 24 xã: An Phụ, An Sinh, Bạch Đằng, Duy Tân, Hiến Thành, Hiệp An, Hiệp Hòa, Hiệp Sơn, Hoành Sơn, Lạc Long, Lê Ninh, Long Xuyên, Minh Hòa, Minh Tân, Phạm Mệnh, Phú Thứ, Phúc Thành, Quang Trung, Tân Dân, Thái Sơn, Thái Thịnh, Thăng Long, Thất Hùng, Thượng Quận.